# Pelitropis insularis
Pelitropis insularis är en insektsart som beskrevs av Schmidt 1932. Pelitropis insularis ingår i släktet Pelitropis och familjen Tropiduchidae. Inga underarter finns listade i Catalogue of Life.